# Абеокута
Абеоку̀та (на английски: Abeokuta) е град в югозападна Нигерия, административен център на щата Огун. Населението му е около 495 000 души (2015).

## География
Абеокута е разположен на 66 метра надморска височина на бреговете на река Огун в крайбрежната низина на Гвинейския залив, на 68 километра югозападно от Ибадан и на 80 километра северно от Лагос и бреговете на Атлантическия океан.

## История
Абеокута е основан около 1830 година от бежанци егба, подгрупа на народа йоруба, които са прогонени от района на Ибадан, където живеят дотогава. През следващите години градът става център на егба, които създават конфедерация от няколко княжества, оказващи успешна съпротива на останалите йоруба и на Дахомей и воюващи за контрол на пътищата към океанския бряг. През 40-те години в града се установяват протестантски мисионери от Великобритания и Сиера Леоне.
След продължителна война с Ибадан, през 1893 година княжествата на егба стават британски протекторат, а през 1914 година са присъединени към колонията Нигерия. През 1899 година е изградена железопътна връзка с Лагос и неговото пристанище. От 1960 година Абеокута е част от независима Нигерия, а през 1976 година става център на новосъздадения щат Огун.

## Икономика
Абеокута е център на земеделски район, основни експортни продукти в който са палмовото масло и какаото.

## Известни личности
Родени в Абеокута
- Олусегун Обасанджо (р. 1937), военен и политик
- Уоле Шоинка (р. 1934), писател